# ميخائيل بيكر
ميخائيل بيكر هو سياسي كندي، ولد في 28 يناير 1957 في مدينة لونينبورج في كندا، وتوفي بنفس المكان في 2 مارس 2009. حزبياً، نشط في جمعية المحافظين التقدمية لنوفا سكوشا.